# GDP-L-フコースシンターゼ
GDP-L-フコースシンターゼ（GDP-L-fucose synthase）は、フルクトース・マンノース代謝および、アミノ糖・糖ヌクレオチド代謝酵素の一つで、次の化学反応を触媒する酸化還元酵素である。
GDP-L-フコース + NADP+ {\displaystyle \rightleftharpoons } GDP-4-デヒドロ-6-デオキシ-D-マンノース + NADPH + H+
すなわち、この酵素の基質はGDP-L-フコースとNADP+、生成物はGDP-4-デヒドロ-6-デオキシ-D-マンノースとNADPHとH+である。
組織名はGDP-L-fucose:NADP+ 4-oxidoreductase (3,5-epimerizing)で、別名にGDP-4-keto-6-deoxy-D-mannose-3,5-epimerase-4-reductaseがある。